# 1124년

## 연호
- 북송(北宋) 선화(宣和) 6년
- 요(遼) 보대(保大) 4년
- 금(金) 천회(天會) 2년
- 일본(日本) 호안(保安) 5년 / 덴지(天治) 원년
- 서하(西夏) 원덕(元德) 6년
- 리 왕조(李朝) 티엔푸주에부(天符睿武) 5년

## 기년
- 북송(北宋) 휘종(徽宗) 24년
- 요(遼) 천조제(天祚帝) 24년
- 금(金) 태종(太宗) 2년
- 고려(高麗) 인종(仁宗) 2년
- 서하(西夏) 숭종(崇宗) 39년
- 리 왕조(李朝) 인종(仁宗) 53년

## 사건
- 쥬손지 곤지키도 완성.

## 사망
송강(宋江) 사망